# Золотодобувна промисловість Сполучених Штатів Америки
Золотодобувна промисловість США — підгалузь кольорової металургії з видобутку та вилучення золота з руд і розсипів на території Сполучених Штатів Америки.

## Поклади золота вСША
За російськими джерелами США за запасами золотих руд займають 2-е місце в західному світі після ПАР (1999) і 3-є у світі (після ПАР і Росії). Гірничим бюро і Геологічною службою США база запасів золота оцінюється дещо по-іншому: ПАР — в 38 тис. т, США — в 6 тис. т, Австралії — в 4.7 тис. т, Канади і Росії — по 3.5 тис. т, світова база — 72 тис. т. За даними цього ж джерела, за ресурсами золота США займає 5-е місце у світі; порівняльна картина така: ПАР — до 60 тис. т, Росія — понад 25 тис. т, Китай і Бразилія — по 7-10 тис. т в кожній, США — 5-7 тис. т.
Родов. золота характеризуються великою різноманітністю геол.-пром. типів. Осн. значення мають корінні золоторудні родов. (55% запасів), 8% припадає на розсипі і 37% на золотовмісні (35% на мідно-порфірові і 2% — поліметалічні). Золотоносні р-ни розташовані вздовж зах. і південно-сх. узбережжя (відповідно приблизно 63 і 2% запасів), в центр. частині країни (19%) і на Алясці (13%). Гол. золотоносний р-н (штати Каліфорнія, Невада, Аризона, Юта, Айдахо) приурочений до мезозойсько-кайнозойської складчастої системи Кордильєр. У центр. частині країни виділяється два золотоносних р-ни: Блек-Гіллс (велике родов. Гомстейк) і рудний пояс Колорадо.
На 1998 р. загальні ресурси Au на Алясці були збільшені до 1925,3 т, з яких 690,5 т по родов. Донлін Крік, Пеббл, Пого і Шотган.

## Видобуток і переробка золотоносних руд вСША
Видобуток Au в США у 2000 р. становив 340 т [Mining Eng. (USA). — 2001. — 53, № 5. — Р. 37-38]. США — один з провідних світових продуцентів золота, яке добувають з корінних родов. руд дорогоцінних металів, руд кольорових металів, зокрема міді, розсипів. Головні р-ни видобутку: штати Невада, Півд. Дакота, Юта, Монтана. Рудники мають обсяг переробки руди 500 тис.т — 3 млн т. Збагачують золоті руди г.ч. ціануванням, застосовують також флотацію і вилуговування.
В кінці ХХ ст. великі золотодобувні підприємства США: Carlin компанії Newmont Mining, Betze Post компанії Barrick Gold, Cortez компаній Placer Dome (60%) і Rio Tinto (40%), Twin Creeks компанії Newmont Mining, Meikle компанії Barrick Gold, Round Mountain компаній Echo Bay (50%) і НМ (25%), Fort Knox компанії Kinross, Bingham Canyon компанії Rio Tinto, Jerritt Canyon компаній AngloGold (70%) і Meridian (30%), Homestake компанії Homestake Mining, Lone Tree компанії Newmont Mining, Pikes Peak компанії Minorco, Bullfrog компанії Barrick Gold, Getchell компанії Getchell Gold, McCoy/Cove компанії Echo Bay, Golden Sunlight компанії Placer Dome, Mesquite компанії Newmont Mining, Bald Mountain компанії Placer Dome, McLaughlin компанії Homestake Mining.
За станом на 1998 р. видобуток Au на найбільших золотодобувних підприємствах США склав (в кг): Carlin компанії Newmont Mining 49018; Betze Post компанії Barrick Gold 46623; Cortez компаній Placer Dome (60%) і Rio Tinto (40%) 35364; Twin Creeks компанії Newmont Mining 29112; Meikle компанії Barrick Gold 26344; Round Mountain компаній Echo Bay (50%) і НМ (25%) 15863; Fort Knox компанії Kinross 11912; Bingham Canyon компанії Rio Tinto 11384; Jerritt Canyon компаній AngloGold (70%) і Meridian (30%) 10824; Homestake компанії Homestake Mining 8616; Lone Tree компанії Newmont Mining 8025; Pikes Peak компанії Minorco 7154; Bullfrog компанії Barrick Gold 6469; Getchell компанії Getchell Gold 5443; McCoy/Cove компанії Echo Bay 5194; Golden Sunlight компанії Placer Dome 4914; Mesquite компанії Newmont Mining 4790; Bald Mountain компанії Placer Dome 4043; McLaughlin компанії Homestake Mining 4012. На комплексі підприємств Carlin в порівнянні з 1997 р. видобуток і переробка руд скоротилися від 56,4 до 36,5 млн т зі зниженням загального видобутку Au на 6998 кг. На підприємстві Meikle видобуток Au збільшується від 17023 (1997) до 26344 (1998) кг, на підприємстві Cortez на 180% [World Gold (Gr. Brit.). — 1999. — 2, 5].
У штаті Аляска США і території Юкон Канади основні роботи на золото сконцентровані поясі Тінтіна протяжністю 2100 км вздовж розлому Тінтіна. У штаті Аляска на золотоносному поясі діють золотодобувні підприємства Fort Knox в районі Фербанкса і Nixon Fork. Перше було введене в експлуатацію компанією Kinross Gold в 1997 р. із видобутком до 15550 кг/рік. У 1999 р. компанія придбала нові поля Fort Knox родов. Трю Норт з ресурсами Au 40,4 т і Райан Лоуд з ресурсами Au 74,6 т. Загалом прогнозні ресурси Au на площі розвідувальних робіт компанії в районі Фербанкса оцінюються в 311 т. Компанія Placer Dome планує роботи на родов. Донлін Крік, ресурси якого 357,7 т Au; Ventures Resource — на родов. Флет; NovaGold і Cominco — на родов. Шотган [Metal Bull. Mon. — 1999. — Aug. — З].
За станом на 2002 р. золотодобувна компанія США Newmont Mining стала найбільшою у світі з видобутку Au після поглинання австралійської Normandy Mining з найбільшим акціонером останньої, Franco-Nevada Mining. Основні характеристики об'єднаної компанії (в дужках дані по компаніях Newmont, Normandy і Franco-Nevada) складають: запаси Au в надрах 3017,0 (2052,8, 808,7 і 124,4) т; видобуток Au 267,5 (180,4, 74,6 і 9,3) т; касові витрати на 1 г Au 5,63 (5,76, 5,14 і 7,33); загальні витрати на 1 г Au 6,98 (6,72, 7,20 і 9,36). [Mining Mag. — 2002. — 186, № 3. — Р. 140—141].